# Parafia św. Jana Ewangelisty w Nowym Kawkowie
Parafia św. Jana Ewangelisty w Nowym Kawkowie – rzymskokatolicka parafia w Nowym Kawkowie, należąca do archidiecezji warmińskiej i dekanatu Łukta.
Do parafii należą miejscowości: Gamerki Małe, Gamerki Wielkie, Nowe Kawkowo, Pupki, Stare Kawkowo, Szałstry, Szatanki.
Na terenie parafii znajdują się:
- Kościół parafialny pod wezwaniem św. Jana Ewangelisty (wybudowany w XIV w., konsekrowany 6 stycznia 1380 przez bp Henryka Sorboma, w 1664 r. dobudowano wieże, w latach 1790 i 1856 remontowany, w 1905 r. odnowiono wieżę).
- Kaplica pod wezwaniem Chrystusa Sługi w Domu rekolekcyjnym Ruchu Światło-Życie w Nowym Kawkowie.
- Kaplica pod wezwaniem Miłosierdzia Bożego w Szałstrach.

W parafii przechowywane są księgi metrykalne:
- ochrzczonych od 1877 r.
- małżeństw z lat 1848–1920, 1920–1943 (fragm.) i od 1949 r.
- zmarłych od 1949 r.
- przystępujących do Pierwszej Komunii, od 1926 r.
- bierzmowanych lata 1849–1920 i od 1951 r.

Wcześniejsze księgi metrykalne zaginęły lub znajdują się obecnie w Archiwum Archidiecezji Warmińskiej w Olsztynie.
Odpusty:
- Nowe Kawkowo – św. Jana Ewangelisty 27 grudnia, Nawiedzenia Najświętszej Maryi Panny (pierwsza niedziela lipca).
- Szałstry – Miłosierdzia Bożego (Niedziela Miłosierdzia Bożego tydzień po Wielkanocy).

## Historia
17 stycznia 2011 ks. arcybiskup dr Wojciech Ziemba mianował ks. Ryszarda Andrukiewicza, dotychczasowego proboszcza Nowego Kawkowa, proboszczem parafii św. Maksymiliana Kolbe w Łęgajnach. Nowym proboszczem Nowego Kawkowa mianowany został ks. Krzysztof Lauter.
1 lipca 2019 ks. Krzysztof Laska został mianowany nowym proboszczem przez ks. arcybiskupa Józefa Górzyńskiego.